# Actul de la 5 Noiembrie

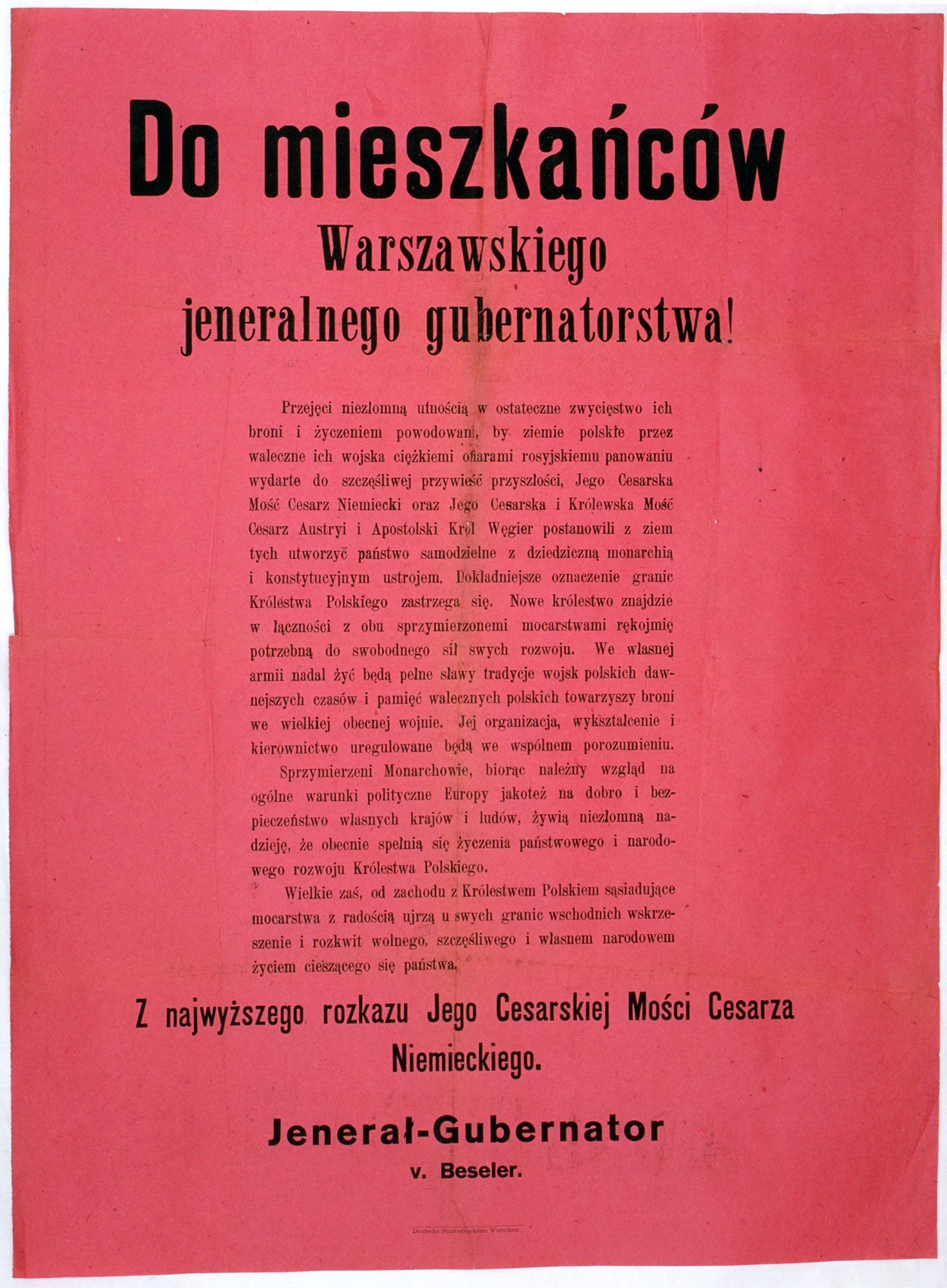
Actul de la 5 Noiembrie

Actul de la 5 Noiembrie 1916 a fost o declarație a împăraților Wilhelm al II-lea al Germaniei și Franz Joseph al Austriei. Acest act promitea înființarea Regatului Poloniei pe teritoriul Poloniei Congresului, imaginat de autorii săi ca un stat marionetă controlat de Puterile Centrale. Originea acestui document a fost marea nevoie de a recruta noi soldați din Polonia ocupată de Germania pentru războiul împotriva Rusiei. Chiar dacă actul în sine exprima foarte puține în termeni concreți, proclamația sa este considerată a fi unul dintre principalii factori în eforturile polonezilor de a-și redobândi independența. În ciuda declarațiilor oficiale, Imperiul German plănuia să anexeze până la 35.000 km² din Polonia Congresului antebelică, cu epurarea etnică a între 2 și 3 milioane de polonezi și evrei din aceste teritorii pentru a face loc coloniștilor germani.
După proclamație, la 6 decembrie 1916, a fost înființat Consiliul Provizoriu de Stat⁠(d), cu Waclaw Niemojowski ca președinte, și Jozef Piłsudski în calitate de președinte al Comisiei Militare a acestuia. Unități din Organizația Militară Poloneză au fost puse sub administrarea Consiliului Provizoriu de Stat, dar consiliul în sine a avut o autoritate foarte limitată și, după criza jurământului, a fost desființat în luna august 1917.
Actul de la 5 Noiembrie a avut un larg impact în rândul țărilor Antantei. În decembrie 1916, Parlamentul Italian a sprijinit independența Poloniei, și la începutul anului 1917, țarul Nicolae al II-lea al Rusiei a revenit la ideea de Poloniei independente, legată într-o uniune personală cu Imperiul Rus, propunere deja existentă din 1914. În același timp, președintele american Thomas Woodrow Wilson și-a exprimat public sprijinul pentru un stat polonez liber.